# Zhong Jiaqi
Zhong Jiaqi, född den 23 september 1999, är en kinesisk landhockeyspelare.

## Karriär
Zhong Jiaqi ingick i det kinesiska lag som spelade landhockey vid OS 2020 och som tog silver i landhockey vid OS 2024.